# Maša Robin
Maša Robin (4 marzo 2003) è un'ex sciatrice alpina slovena.

## Biografia
Sciatrice polivalente attiva dal gennaio del 2020, Maša Robin ha disputato due gare in Coppa Europa, gli slalom giganti di Maribor del 12 e del 13 febbraio, senza completare entrambe le prove; nella stessa stagione ha vinto la medaglia d'argento nel supergigante e nella combinata ai Campionati sloveni 2022. Si è ritirata durante la stagione 2022-2023 e la sua ultima gara è stata uno slalom gigante FIS disputato il 14 gennaio a Kranjska Gora; non ha debuttato in Coppa del Mondo e non ha preso parte a rassegne olimpiche o iridate.

## Palmarès

### Campionati sloveni
- 2 medaglie:
  - 2 argenti (supergigante, combinata nel 2022)